# Institutul Monroe
Institutul Monroe (TMI - (eng) The Monroe Institute) este o organizație non-profit de educație și cercetare, dedicată explorării conștiinței umane, cu sediul în Faber, Virginia, Statele Unite ale Americii. Peste 20.000 de persoane sunt estimate că au urmat programul rezidențial al Portalului TMI în primii săi treizeci de ani de la înființare și depășind milioane de consumatori ale industriei audio bazate pe cercetările sale. În prezent, mai multe zeci de mii de oameni au experimentat programele rezidențiale dezvoltate de Institutul Monroe, la campusul TMI din Virginia, precum și de pe întreg teritoriul SUA și din întreaga lume, inclusiv Australia, Brazilia, Canada, Cipru, Anglia, Franța, Germania, Japonia, România și Spania. TMI susține o politică non dogmatică sau de părtinire cu privire la vreun sistem de convingeri, religie, poziție politică sau socială.
TMI a fost fondat de Robert Monroe, după ce a început, cu ceea ce el numea "experiența extracorporală", în prezent, denumită în mod obișnuit EEC. Acesta cuprinde mai multe cladiri pe o suprafață de 300 de acri (1,2 km²), la sud de Charlottesville, Virginia, Statele Unite ale Americii. Una din activitățile sale include diverse tehnici de predare, bazate pe procese de audio-ghidare, în scopul de a extinde conștiința și de a explora zonele de conștiință ce nu sunt disponibile în mod normal în stare de veghe.

## Gateway Voyage
Institutul a creat și conduce un program numit Gateway Voyage, un curs de formare care utilizează coloane sonore binaurale pentru a facilita explorarea și replicarea stărilor specifice alterate de conștiință, cunoscute sub numele de niveluri Focus. Gateway Voyage reprezintă șase zile intensive de exerciții, utilizând cabine sonore personalizat-proiectate (unități CHEC), discuții și interacțiuni de grup. 
Participanții ocupă unitățile CHEC (Controlled Holistic Environmental Chamber - Camera mediului de controlare holistică), care este o cabină ce ocupă o parte a unui perete din cabinele de dormit. Cabinele sunt proiectate pentru a fi pe cât posibil de confortabile și liniștitoare pentru a minimiza efectele externe asupra simțurilor participantului, în timp ce el sau ea poartă căști prin care sunt trimise instrucțiunile de ghidare și semnalele audio. 
Institutul Monroe are de asemenea un program de informare, unde facilitatorii acreditați călătoresc în diferite locații din întreaga lume și oferă ateliere.

## Vezi și
- Tonuri binaurale
- Experiență extracorporală